# Игнатий Сотириадис
Игнатий (на гръцки: Ιγνάτιος, Игнатиос) е гръцки духовник, епископ на Вселенската патриаршия и Църквата на Гърция.

## Биография
Роден е като Моисис Сотириадис (Μωυσής Σωτηριάδης) в 1961 година в македонския град Катерини, Гърция. В 1984 година завършва история и археология във Философския факултут на Солунския университет, а в 2001 година - Богословския факултет на същия университет. Получава следдипломна квалификация в Папския източен институт в Рим. Приема монашество в манастира Влатадес в Солун. Ръкоположен е за дякон в 1992 година от митрополит Агатоник Китроски и Катерински и за свещеник в 1997 година от същия митрополит. Работи като секретар на Синодалната комисия за междуправославни и междухристиянски отношения.
На 9 октомври 2023 година е избран за титулярен епископ на Салона срещу архимандритите Максим Митрарас и Атинагор Супурдзис. На 3 ноември 2023 година е ръкоположен в църквата „Възнесение Господне“ в Катерини за епископ на Салона. Хиротонията е извършена от митрополит Игнатий Димитриадски и Алмироски в съслужение с митрополитите Андрей Аркалохорски от Вселенската патриаршия, Макарий Валовищки, Варнава Неаполски и Ставруполски, Юстин Неакринийски и Каламарийски, Симеон Фтиотидски, Платон Лъгадински, Вартоломей Поленински и Кукушки и Георгий Китроски и Катерински.